# بديهية الاختيار
في علم الرياضيات، نظرية بديهية الاختيار، أو إيه سي (AC)، هي بديهية من نظرية المجموعات تساوي الملاحظة التي تقول"أن [[الجداء الديكارتي# حاصل الضرب لمجموعة من المجموعات غير الخالية هو بالفعل مجموعة غير خالية". وتقول النظرية بشكل واضح أن لكل فئة {\displaystyle (Si){i\in I}} مُجَدولة من المجموعات غير الخالية توجد فئة مُجَدولة {\displaystyle (xi){i\in I}} من العناصر حيث {\displaystyle xi\in Si} لكل {\displaystyle i\in I}. وُضِعت نظرية بديهية الاختيار في عام 1904 من قِبل العَالِم إرنست زيرميلو (Ernst Zermelo) وذلك لكي يُقيم برهانه على نظرية الترتيب الكلي.
ويُمكن شرحها بطريقة مُبسَّطة، فنظرية الاختيار تفيد بأنه إذا أخذ الشخص أي مجموعة من الصناديق، كلٌ منها يحتوي على غرض واحد على الأقل، فإنه يمكن أن يقوم هذا الشخص بانتقاء غرض واحد بالضبط من كل صندوق. في بعض الحالات الأخرى الكثيرة يُمكن أن يقوم الشخص بهذا الانتقاء بدون الاستناد إلى بديهية الاختيار؛ ومن الممكن أن يحدث ذلك في حالة أن عدد الصناديق محدود، أو إذا كان هناك قانون عن الاختيار: والتي يصدف أن تكون إحدى صفاته المُميَّزة بأن يختار الشخص غرضًا واحدًا بالضبط من كل صندوق. فعلى سبيل المثال، لكل مجموعة أزواج من الأحذية(حتى لو غير محدودة)، يستطيع الشخص أن ينتقي النعل الأيسر من كل زوج أحذية ليحصل على الاختيار المناسب، ولكن إذا كان الاختيار من مجموعة غير محدودة من أزواج الجوارب (إذا افترضنا أنه ليس لها علامات فارقة)، مثل ذلك الانتقاء يستطيع أن يحصل عليه الشخص إذا استند إلى بديهية الاختيار.
وبالرغم من أن تلك النظرية في البداية كانت مثيرة للجدل، لكن نظرية بديهية الاختيار يستخدمها الآن معظم علماء الرياضيات بدون أي تحفُظ، كما دخلت ضمن بديهيات زد إف سي (ZFC)، (وهي نظرية مجموعات زيرميلو-فرينكل مع بديهيات الاختيار) وهي الصيغة القياسيَّة لنظرية المجموعات البديهية. ومن الحوافز التي شجَّعت على هذا الاستخدام هو أن مجموعة من النتائج المقبولة رياضيًا بشكلٍ عام، مثل نظرية تيخونوف، تتطلَّب الاعتماد على بديهية الاختيار لإثبات البراهين. كما قام بعض واضعي نظريات المجموعات المعاصرين بدراسة البديهيات التي لا تتوافق مع بديهية الاختيار، مثل بديهية التحديد. بديهية الاختيار تُعرِض عنها بعض أنواع الرياضيات التركيبيّة، على الرغم من وجود بعض الأنواع الأخرى من الرياضيات التركيبية التي تعتنق فكرة بديهية الاختيار.